# Lunascape (группа)
«Lunascape» — бельгийская трип-хоп группа, основанная Kyoko Baertsoen и Walter Hilhorst в середине 1990-х годов. Первоначально группа называлась Calyx, но название было изменено, чтобы избежать путаницы с лондонской d’n’b-группой с тем же названием.
Baertsoen и Hilhorst первоначально повстречались в теле-кино-академии в Брюсселе в 1993 году и начали работать над небольшими музыкальными проектами, но их сотрудничество было прервано в 1997 году, когда Baertsoen присоединилась к группе Hooverphonic и гастролировала по Европе вместе с ними. По возвращении она возобновила работу с Hilhorst над проектом, который стал называться Lunascape. Первые два альбома — Reflecting Seyelence и Mindstalking — были изданы только в Европе, но в 2005 году состоялся их первый североамериканский релиз «Reminiscence» лейбла Dancing Ferret Discs (Noir), в котором сочетались треки с обоих предыдущих альбомов, принесший их музыке новую аудиторию.
Треки из Reflecting Seyelence были использованы в IMAX 3D фильме «Замок с привидениями» (Haunted Castle).

## Дискография
- Sequoia (2001)
- Mourning Star (2002)
- Reflecting Seyelence (2002)
- Mindstalking (2004)
- Mindstalking (2005)
- Innerside (2008)